# جورج كلارك (سياسي أسترالي)
جورج كلارك (بالإنجليزية: George John Edwin Clark)‏ هو فلاح وسياسي أسترالي، ولد في 1834 في أستراليا، وتوفي في 1907 في نفس البلد. انتخب عضو المجلس التشريعي ولاية كوينزلاند.